# رایان نیامبه
رایان نیامبه (انگلیسی: Ryan Nyambe؛ زادهٔ ۴ دسامبر ۱۹۹۷) بازیکن فوتبال اهل نامیبیا است.
از باشگاه‌هایی که در آن بازی کرده است می‌توان به باشگاه فوتبال بلکبرن روورز اشاره کرد.
وی همچنین در تیم ملی فوتبال نامیبیا بازی کرده است.